# 橋本航介のサンデーアプリ
『橋本航介のサンデーアプリ』（はしもとこうすけのサンデーアプリ）は、2012年10月7日から2014年9月28日まで山陰放送（BSSラジオ）で放送されていたラジオ番組である。
橋本航介がパーソナリティを務めていた日曜午前の音楽番組。他に田中友香理が準レギュラーで出演していた。
番組は毎週日曜 9:30 - 10:59（日本標準時）に放送。前番組『日曜・隠れ家ぶんしょう堂』と同様に、本番組も音楽を主とする構成を取りつつも毎回9:55と10:45には定時ニュースを伝えたりと、ワイド番組的な要素も併せ持っていた。
1999年4月に『スクランブルサンデー』がスタートして以来、山陰放送が日曜のこの時間帯に編成していた音楽ワイド番組は、本番組の最終回をもって終了した。